# البنك التجاري القطري
البنك التجاري القطري المعروف باسم البنك التجاري ، هو بنك من القطاع الخاص يعمل في قطر منذ عام 1975. يقدم البنك مجموعة من المنتجات والخدمات في قطاعات التجزئة والخدمات المصرفية للشركات.

## التاريخ
أنشأ حسين الفردان البنك في عام 1975 كأول بنك خاص في قطر.